# Рита (фильм, 1957)
«Рита» — советский фильм 1957 года, снятый на Рижской киностудии режиссёром Адой Неретниеце по сценарию Фёдора Кнорре.
Фильм получил вторую премию по разряду детских фильмов на Всесоюзном кинофестивале (1959), премию на II-ом Кинофестивале республик Прибалтики, Белоруссии и Молдавии (Вильнюс, 1959), номинировался на «Хрустальный глобус» на Международном кинофестивале в Карловых Варах (1958).

## Сюжет
Картина построена в форме воспоминаний старика Лусиса о своей внучке Рите, латышской девочке, которая во время Великой Отечественной войны — в оккупированной немцами Латвии, ежедневно рискуя жизнью, у себя на хуторе спасала нескольких раненных солдат — русского, француза и двух латышей, в чём ей помогали немецкий мальчик Артур — сын Крамеров, немецкой пары, как «расы господ» приехавшей на «новые земли» Рейха. Неожиданную помощь Рите и Крамеру оказывает немецкий солдат-антифашист Эрих, который понимает, что Рита кого-то прячет на чердаке, но не выдаёт её… Перед приходом Красной Армии гитлеровцы заподозривают девочку, но советские солдаты приходят вовремя и не дают нацистам расправиться с пленными и Ритой, но шрам от фашистской пули  остался как след войны на её лице.

## В ролях
- Инесе Гулбе — Рита / Инеса
- Эдуардс Павулс — Сергей Санников
- Валдемарс Зандбергс — Марис
- Арнольд Лининьш — Пьер
- Роберт Лигерс — Айварс
- Харийс Авенс — дедушка Лусис
- Лилия Жвигуле — Марта
- Янис Грантиньш — Эрих
- Арнолдc Милбретс — Берт
- Харийс Мисиньш — Камерер
- Велта Лине — жена Камерера
- Имант Скрастыньш — Артур после войны
- М. Лапиньш — Артур до войны
- И. Лапиня — маленькая Инесе

В эпизодах: Эвалдс Валтерс, Миервалдис Озолиньш, Агрий Аугшкап, Алфонс Калпакс, Валентинс Скулме и другие.
Фильм дублирован на русский язык на Киностудии им. М.Горького, реж. рубляжа Д. Васысь, звукооператор Д. Белевич.

## Съёмки
Фильм — дебютная работа в художественном кино выпускницы ВГИКа режиссёра Ады Неретниеце.
Сценарий был написан Фёдором Кнорре специально под ребёнка-актрису Инесу Гулбе, которая играла второстепенную роль в предыдущем фильме «После шторма» (1956).
Место съёмок — город Тукумс, школа в этом городе, но руины школы — настоящие, это школа, разрушенная в войну в городе Джуксте.

## Критика
Фильм привлекал искренностью, гуманистической направленностью, ощущавшимися в работе и режиссёра, и юной исполнительницы роли Риты, и актёров, создавших правдивые образы раненых солдат.— киновед Римма Карпина - в книге Эдуард Павулс / Р. Карпина. — Искусство, Ленинградское отд., 1980. — 143 с. — стр. 43